# Neftalí Ayungua Suárez
Neftalí Ayungua Suárez (nacido el 27 de abril de 1936) es un artesano mexicano proveniente de Patamban, Michoacán. Es reconocido como gran maestro de las artesanías y arte folklórico mexicano.
Ayungua Suárez nació en Támbani Anápu, Michoacán, pero se mudó a Patamban, una comunidad indígena que se encuentra en la base de una pequeña montaña con el mismo nombre en las montañas de Tangancícuaro, donde aún se utiliza el idioma purépecha. El pueblo es conocido por su cerámica, platos, jarrones , contenedores en forma de pepina y muchos otros artículos.
Neftalí estudió hasta segundo de primaria, ya que tuvo que trabajar en los campos de maíz y verduras que poseía su familia. Tiempo después, aprendió a leer debido a la necesidad de leer los señalamientos de los caminos que pasaba cuando salía a vender sus artesanías. A la edad de 21 años se casó con Ana María Cuevas, quien le enseñó a producir objetos de cerámica. En algún punto de su vida, el artesano intentó migrar a los Estados Unidos, pero no pudo cruzar la frontera del país, por lo que decidió trabajar en Tonalá, Jalisco por algunos meses. Ahí aprendió sobre los métodos de quema de la cerámica y de cómo evitar que se pegaran las piezas entre sí. Cuando el artesano regresó a Patamban, no sólo puso en práctica las técnicas aprendidas, sino que también las enseñó a su familia y vecinos.  Ayungua Suárez y su esposa han hecho de la cerámica su trabajo de tiempo completo desde 1974. Hoy en día es reconocido como el mejor artesano de Patamban y se le conoce como Tatá (abuelo) Tali.
El trabajo de Ayungua Suárez varía desde miniaturas hasta grandes ollas comúnmente utilizadas para cocinar. Estas ollas son decoradas con colores negros, rojos y blancos. Con una pesada mesa de madera como área de trabajo, el artesano moldea con cerámicas provenientes de lugares locales donde estas se limpian y pulverizan a mano. Utiliza moldes de yeso o arcilla quemada hechos por él mismo con detalles hechos a mano. Las piezas se meten a un envolvente especial y sobrellevan una primera quema para posteriormente ser barnizadas y quemadas una nuevamente. Esta segunda parte del proceso es mucho más delicada y se pierden más piezas.
Ha trabajado para conseguir el apoyo del gobierno para los artesanos locales como la cabeza del grupo de artesanos de Tata Talí.
En el 2001 su trabajo fue reconocido y galardonado con el título de "Gran Maestro" por el Fomento Cultural Banamex. En el 2008, la Universidad de Colima lo honró con una exhibición de su trabajo y una ceremonia de premiación.